# 登記済証
登記済証（とうきずみしょう）とは、不動産について登記が完了した際に、登記所が登記名義人に交付する書面である。次に権利を移転したり抵当権を設定したりするときに必要となる。
俗に「権利書」、「権利証」といわれるが、登記済証自体が不動産の権利を表しているわけではなく、登記の申請人が登記名義人本人であることを確認するための本人確認手段の一つである。
不動産登記法改正により、2005年3月7日に、「登記済証」はオンライン庁による「登記識別情報」（12桁の符号）に切り替わった。

## 登記済証による登記申請
AがBに対し不動産を売却し、所有権移転登記をする際には、登記所にA・B間の売買契約書等の登記原因証書を提出する（旧不動産登記法35条1項2号、新不動産登記法61条）。登記官は、その登記が完了したときは、その登記原因証書又は登記申請書副本に「登記済」の印版を押し、受付年月日・受付番号、順位番号を記載した上、これをBに還付する（旧不動産登記法60条1項、新不動産登記法附則6条3項により読み替えられる同法21条）。これが登記済証である。
- 登記原因証書に押される印版（旧不動産登記事務取扱手続準則70条、同附録第51号様式）

その後、BがCにこの不動産を売却したり、抵当権を設定したりして登記を申請するときには、Bは新たな登記原因証書とともに、上記の登記済証を登記所に提出しなければならない（旧不動産登記法35条1項3号、新不動産登記法附則6条3項3項により読み替えられる同法22条）。
これは、登記済証はBが所持しているはずであることから、登記を申請しているのが登記名義人であるB本人であることを確認し、Bの意思に基づいて登記が申請されていることを確認するためである。
なお、Cに対する登記が完了したときは、登記官はBの提出した登記済証に更に「登記済」の印版を押してBに還付する（旧不動産登記法60条2項）。
- 登記済証に押される印版（旧不動産登記事務取扱準則72条、同附録第52号様式）

## 登記済証を紛失した場合の登記申請
登記名義人が登記済証を滅失又は紛失したため、これを添付することができないときは、登記を受けたことのある成年者2人以上が、登記名義人の人違いでないことを保証した「保証書」を添付しなければならないとされていた（旧不動産登記法44条）。
しかし、この保証書の制度は、不正な登記に利用されることがあるなど問題点があったため、新不動産登記法で廃止され、代わって事前通知制度が導入された（新不動産登記法23条）。

## オンライン庁の場合
従来は、登記を申請するときは、登記所に出頭して書面で申請することになっていたが、不動産登記法改正により、法務大臣の指定を受けた登記所（オンライン庁）では、インターネットで申請できることとなった（不動産登記法18条1号、同法附則6条）。
このオンライン庁では、登記済証の交付に代えて、登記名義人に対し登記識別情報を通知することとされている（同法21条）。したがって、登記済証は次第に登記識別情報に切り替えられていくことになる。
もっとも、既に交付された登記済証は、オンライン庁に登記を申請する場合も、そのまま使うことができる（登記済証が提出されたときは登記識別情報が提供されたものとみなされる。不動産登記法附則7条）。